# Puchar Spenglera 2015
89. edycja Pucharu Spenglera rozgrywana od 26 do 31 grudnia 2015. Mecze rozgrywano w hali Vaillant Arena.
Do turnieju oprócz drużyny gospodarzy HC Davos oraz tradycyjnie uczestniczącego Teamu Canada zaproszono cztery drużyny: HC Lugano, Jokerit, Adler Mannheim oraz Awtomobilist Jekaterynburg. Po zwiększeniu turnieju do sześciu drużyn rozgrywki podzielono na dwie grupy. Pierwsza nazwana została na cześć Richarda Torrianiego dwukrotnego brązowego medalistę igrzysk olimpijskich w hokeju na lodzie z 1928 i 1948 oraz srebrnego medalistę mistrzostw świata w saneczkarstwie w jedynkach mężczyzn z 1957 roku. Wszystkie te medale zdobył w Davos. Druga grupa została nazwana na część Hansa Cattini oraz Ferdinanda Cattini. Cała trójka grała w przeszłości w zespole HC Davos.
Z racji podziału na grupy po rozegraniu meczów fazy grupowej odbyły się dwa spotkania o awans do półfinałów turnieju. Zwycięzcy półfinałów rozegrali finałowe spotkanie w samo południe 31 grudnia 2015 roku.
Obrońcami tytułu była drużyna Servette Genewa, która w finale poprzedniej edycji pokonała Saławat Jułajew Ufa 3:0. Jednak w edycji 2015 pucharu Servette nie wystartowała. Miejsce tego klubu zajął zespół HC Lugano.

## Faza grupowa
Grupa Torriani
| 26 grudnia 2015 | HC Lugano | 6:3 | Adler Mannheim | Vaillant Arena |

| Szczegóły      | Szczegóły | Szczegóły       | Szczegóły                                                        | Szczegóły                                                                    |
| -------------- | --- | --------------- | ---------------------------------------------------------------- | ---------------------------------------------------------------------------- |
| Godzina: 15:00 | F. Pettersson (PP) 32:04 D. Brunner (EQ) 35:05 F. Pettersson (EQ) 38:35 L. Klasen (EQ) 44:59 L. Klasen (EQ) 45:42 A. Bertaggia (ENG) 59:08 | (0:2, 3:1, 3:0) | 04:28 B. Raedeke 13:51 R. MacMurchy (EQ) 27:09 R. MacMurchy (EQ) | Widzów: 6 300 Sędzia główny: Miko Kaukokari Sędziowie liniowi: Tobias Wehrli |
| Godzina: 15:00 | 4 min. kar |                 | 4 min. kar                                                       | Widzów: 6 300 Sędzia główny: Miko Kaukokari Sędziowie liniowi: Tobias Wehrli |

| 27 grudnia 2015 | Jokerit | 3:5 | Adler Mannheim | Vaillant Arena |

| Szczegóły      | Szczegóły                                                  | Szczegóły       | Szczegóły | Szczegóły                                                                        |
| -------------- | ---------------------------------------------------------- | --------------- | --- | -------------------------------------------------------------------------------- |
| Godzina: 15:00 | P. Regin 11:46 J. Sallinen (EQ) 12:13 N. Hagman (EQ) 24:52 | (2:2, 1:2, 0:1) | G. Metropolit (EQ) 14:10 M. Carle (PP) 18:07 R. MacMurchy (EQ) 22:06 R. MacMurchy (EQ) 39:46 K. Hospelt (O) 59:24 | Widzów: 6 300 Sędzia główny: Miko Kaukokari Sędziowie liniowi: Marcus Vinnerborg |
| Godzina: 15:00 | 6 min. kar                                                 |                 | 8 min. kar | Widzów: 6 300 Sędzia główny: Miko Kaukokari Sędziowie liniowi: Marcus Vinnerborg |

| 28 grudnia 2015 | HC Lugano | 4:6 | Jokerit | Vaillant Arena |

| Szczegóły      | Szczegóły                                                                                        | Szczegóły       | Szczegóły | Szczegóły                                                                       |
| -------------- | ------------------------------------------------------------------------------------------------ | --------------- | --- | ------------------------------------------------------------------------------- |
| Godzina: 15:00 | Ryan Glenn (EQ) 21:00 Lorenz Kienzle (EQ) 22:09 Damien Brunner (O) 36:50 Linus Klasen (EQ) 37:29 | (0:1, 4:2, 0:3) | Brandon Kozun (EQ) 17:15 Tim Kennedy (EQ) 23:59 Roope Tajala (EQ) 31:42 Philip Larsen (EQ) 40:27 Artūrs Kulda (EQ) 45:20 Ville Lajunen (EQ) 53:20 | Widzów: 6 300 Sędzia główny: Mikko Kaukokari Sędziowie liniowi: Daniel Stricker |
| Godzina: 15:00 | 6 min. kar                                                                                       |                 | 6 min. kar | Widzów: 6 300 Sędzia główny: Mikko Kaukokari Sędziowie liniowi: Daniel Stricker |

| Lp. | Zespół         | M | Pkt | Z | WpD | PpD | P | G+ | G- | +/− |
| --- | -------------- | - | --- | - | --- | --- | - | -- | -- | --- |
| 1   | HC Lugano      | 2 | 3   | 1 | 0   | 0   | 1 | 10 | 9  | +1  |
| 2   | Jokerit        | 2 | 3   | 1 | 0   | 0   | 1 | 9  | 9  | 0   |
| 3   | Adler Mannheim | 2 | 3   | 1 | 0   | 0   | 1 | 8  | 9  | –1  |

    = bezpośredni awans do półfinału,     = udział w ćwierćfinale
Grupa Cattini
| 26 grudnia 2015 | Awtomobilist Jekaterynburg | 1:2 | Team Canada | Vaillant Arena |

| Szczegóły      | Szczegóły               | Szczegóły       | Szczegóły                                    | Szczegóły                                                           |
| -------------- | ----------------------- | --------------- | -------------------------------------------- | ------------------------------------------------------------------- |
| Godzina: 20:15 | A. Torczeniuk (O) 28:57 | (0:1, 1:1, 0:0) | T. Carrick (EQ) 19:59 C. Conacher (EQ) 33:13 | Sędzia główny: Daniel Stricker Sędziowie liniowi: Markus Vinnerborg |
| Godzina: 20:15 | 14 min. kar             |                 | 4 min. kar                                   | Sędzia główny: Daniel Stricker Sędziowie liniowi: Markus Vinnerborg |

| 27 grudnia 2015 | HC Davos | 1:5 | Awtomobilist Jekaterynburg | Vaillant Arena |

| Szczegóły      | Szczegóły               | Szczegóły       | Szczegóły | Szczegóły                                                                   |
| -------------- | ----------------------- | --------------- | --- | --------------------------------------------------------------------------- |
| Godzina: 20:15 | D. Setoguchi (EQ) 30:33 | (0:1, 1:3, 0:1) | A. Michnow (PP) 19:13 A. Gołyszew (EQ) 29:02 S. Jemelin (EQ) 33:46 A. Aleksiejew (EQ) 38:16 A. Michnow (EQ) 51:31 | Widzów: 6 300 Sędzia główny: Greg Kimmerly Sędziowie liniowi: Tobias Wehrli |
| Godzina: 20:15 | 6 min. kar              |                 | 6 min. kar | Widzów: 6 300 Sędzia główny: Greg Kimmerly Sędziowie liniowi: Tobias Wehrli |

| 28 grudnia 2015 | HC Davos | 2:0 | Team Canada | Vaillant Arena |

| Godzina: 20:15 | A. Giroux (EQ) 25:35 C. DiDomenico (EQ) 31:27 | (0:0, 2:0, 2:0) |            | Sędzia główny: Greg Kimmerly Sędziowie liniowi: Marcus Vinnerborg |
| Godzina: 20:15 | 6 min. kar                                    |                 | 4 min. kar | Sędzia główny: Greg Kimmerly Sędziowie liniowi: Marcus Vinnerborg |

| Lp. | Zespół                     | M | Pkt | Z | WpD | PpD | P | G+ | G- | +/− |
| --- | -------------------------- | - | --- | - | --- | --- | - | -- | -- | --- |
| 1   | Team Canada                | 2 | 6   | 2 | 0   | 0   | 0 | 4  | 1  | +3  |
| 2   | Awtomobilist Jekaterynburg | 2 | 3   | 1 | 0   | 0   | 1 | 6  | 3  | +3  |
| 3   | HC Davos                   | 2 | 0   | 0 | 0   | 0   | 2 | 1  | 7  | –6  |

    = bezpośredni awans do półfinału,     = udział w ćwierćfinale

## Faza pucharowa
|  |                            |                            |              |             |             |                            |                            |           |             |             |       |       |       |
|  | Ćwierćfinały               | Ćwierćfinały               | Ćwierćfinały |             |             | Półfinały                  | Półfinały                  | Półfinały |             |             | Finał | Finał | Finał |
|  | Ćwierćfinały               | Ćwierćfinały               | Ćwierćfinały |             |             | Półfinały                  | Półfinały                  | Półfinały |             |             | Finał | Finał | Finał |
|  |                            |                            |              |             |             |                            |                            |           |             |             |       |       |       |
|  |                            |                            |              |             |             |                            |                            |           |             |             |       |       |       |
|  |                            |                            |              | Team Canada | Team Canada | 6                          |                            |           |             |             |       |       |       |
|  |                            |                            |              | Team Canada | Team Canada | 6                          |                            |           |             |             |       |       |       |
|  | Jokerit                    | Jokerit                    | 4            |             |             | HC Davos                   | HC Davos                   | 5         |             |             |       |       |       |
|  | Jokerit                    | Jokerit                    | 4            |             |             | HC Davos                   | HC Davos                   | 5         |             |             |       |       |       |
|  | HC Davos                   | HC Davos                   | 5            |             |             |                            |                            |           | Team Canada | Team Canada | 4     |       |       |
|  | HC Davos                   | HC Davos                   | 5            |             |             |                            |                            |           | Team Canada | Team Canada | 4     |       |       |
|  |                            |                            |              |             |             | HC Lugano                  | HC Lugano                  | 3         |             |             |       |       |       |
|  |                            |                            |              |             |             | HC Lugano                  | HC Lugano                  | 3         |             |             |       |       |       |
|  |                            |                            |              | HC Lugano   | HC Lugano   | 3                          |                            |           |             |             |       |       |       |
|  |                            |                            |              | HC Lugano   | HC Lugano   | 3                          |                            |           |             |             |       |       |       |
|  | Awtomobilist Jekaterynburg | Awtomobilist Jekaterynburg | 3            |             |             | Awtomobilist Jekaterynburg | Awtomobilist Jekaterynburg | 0         |             |             |       |       |       |
|  | Awtomobilist Jekaterynburg | Awtomobilist Jekaterynburg | 3            |             |             | Awtomobilist Jekaterynburg | Awtomobilist Jekaterynburg | 0         |             |             |       |       |       |
|  | Adler Mannheim             | Adler Mannheim             | 1            |             |             |                            |                            |           |             |             |       |       |       |
|  | Adler Mannheim             | Adler Mannheim             | 1            |             |             |                            |                            |           |             |             |       |       |       |

Ćwierćfinały
| 29 grudnia 2015 | Jokerit | 4:5 dogr. | HC Davos | Vaillant Arena |

| Szczegóły      | Szczegóły                                                                                                  | Szczegóły            | Szczegóły | Szczegóły                                                                     |
| -------------- | --- | -------------------- | --- | ----------------------------------------------------------------------------- |
| Godzina: 15:00 | Daine Todd (PS) – 12:13 Juhamatti Aaltonen (EQ) – 31:33 Roope Talaja (EQ) – 36:17 Peter Regin (EQ) – 38:50 | (1:1, 3:1, 0:2, 0:1) | Jerome Portmann (EQ) – 02:20 Ville Koistinen (PP) – 30:23 Mauro Jörg (EQ) – 50:46 Samuel Walser (EQ) – 55:54 Gregory Sciarino (EQ) – 63:40 | Widzów: 6 300 Sędzia główny: Mikko Kaukokari Sędziowie liniowi: Greg Kimmerly |
| Godzina: 15:00 | 20 min. kar                                                                                                |                      | 20 min. kar | Widzów: 6 300 Sędzia główny: Mikko Kaukokari Sędziowie liniowi: Greg Kimmerly |

| 29 grudnia 2015 | Awtomobilist Jekaterynburg | 3:1 | Adler Mannheim | Vaillant Arena |

| Szczegóły      | Szczegóły                                                                                  | Szczegóły       | Szczegóły                  | Szczegóły                                                                     |
| -------------- | ------------------------------------------------------------------------------------------ | --------------- | -------------------------- | ----------------------------------------------------------------------------- |
| Godzina: 20:15 | Tommi Kivistö (EQ) – 7:22 Aleksandr Torczeniuk (EQ) – 10:39 Siergiej Jemielin (PP) – 16:44 | (3:0, 0:0, 0:1) | Brent Raedeke (EQ) – 50:32 | Widzów: 6 300 Sędzia główny: Daniel Stricker Sędziowie liniowi: Tobias Wehrli |
| Godzina: 20:15 | 4 min. kar                                                                                 |                 | 10 min. kar                | Widzów: 6 300 Sędzia główny: Daniel Stricker Sędziowie liniowi: Tobias Wehrli |

Półfinały
| 30 grudnia 2015 | Team Canada | 6:5 | HC Davos | Vaillant Arena |

| Szczegóły      | Szczegóły | Szczegóły       | Szczegóły | Szczegóły                                                                     |
| -------------- | --- | --------------- | --- | ----------------------------------------------------------------------------- |
| Godzina: 15:00 | Tom Pyatt (PP) – 09:25 Chris DiDomenico (EQ) – 27:05 Matt Ellison (PP) – 29:33 Matt Ellison (EQ) – 38:37 Alexandre Giroux (EQ) – 55:26 Cory Conacher (EQ) – 56:31 | (1:3, 3:1, 2:1) | Gregory Sciarino (PP) – 06:16 Sven Ryser (EQ) – 06:39 Alexandre Picard (EQ) – 18:52 Félicien Du Bois (EQ) – 26:43 Pettru Lindgren (EQ) – 47:33 | Widzów: 6 300 Sędzia główny: Greg Kimmerly Sędziowie liniowi: Daniel Stricker |
| Godzina: 15:00 | 6 min. kar |                 | 14 min. kar | Widzów: 6 300 Sędzia główny: Greg Kimmerly Sędziowie liniowi: Daniel Stricker |

| 30 grudnia 2015 | HC Lugano | 3:0 | Awtomobilist Jekaterynburg | Vaillant Arena |

| Szczegóły      | Szczegóły                                                                        | Szczegóły       | Szczegóły  | Szczegóły                                                                      |
| -------------- | -------------------------------------------------------------------------------- | --------------- | ---------- | ------------------------------------------------------------------------------ |
| Godzina: 20:15 | Tim Stapleton (EQ) – 15:11 Linus Klasen (EQ) – 24:12 Damien Brunner (EN) – 56:12 | (1:0, 1:0, 1:0) |            | Widzów: 6300 Sędzia główny: Marcus Vinnerborg Sędziowie liniowi: Tobias Wehrli |
| Godzina: 20:15 | 6 min. kar                                                                       |                 | 4 min. kar | Widzów: 6300 Sędzia główny: Marcus Vinnerborg Sędziowie liniowi: Tobias Wehrli |

Finał
| 31 grudnia 2015 | Team Canada | 4:3 | HC Lugano | Vaillant Arena |

| Szczegóły      | Szczegóły                                                                                              | Szczegóły       | Szczegóły                                                                               | Szczegóły    |
| -------------- | --- | --------------- | --------------------------------------------------------------------------------------- | ------------ |
| Godzina: 12:00 | Keaton Ellerby (EQ) – 15:59 Derek Roy (EQ) – 23:27 Tom Pyatt (EQ) – 25:00 Matt D’Agostini (EQ) – 48:13 | (1:1, 2:1, 1:1) | Gregory Hofmann (EQ) – 8:49 Alessandro Chiesa (PP) – 32:50 Gregory Hofmann (EQ) – 45:08 | Widzów: 6300 |
| Godzina: 12:00 | 12 min. kar                                                                                            |                 | 6 min. kar                                                                              | Widzów: 6300 |

## Klasyfikacje indywidualne
- Klasyfikacja strzelców:
- Klasyfikacja asystentów:
- Klasyfikacja kanadyjska:

## Skład Gwiazd turnieju
Po zakończeniu turnieju został wybrany skład gwiazd, skupiający najlepszą szóstkę zawodników na indywidualnych pozycjach.
- Bramkarz:  Igor Ustinski (Awtomobilist Jekaterynburg)
- Lewy obrońca:  Artūrs Kulda (Jokerit)
- Prawy obrońca:  Phillipp Furrer (HC Lugano)
- Lewoskrzydłowy:  Ryan MacMurchy (Team Canada)
- Środkowy:  Cory Conacher (Team Canada)
- Prawoskrzydłowy:  Linus Klasen (HC Lugano)

## Skład zdobywcy Pucharu Spenglera
Ostateczna kolejność
| Lp.   | Drużyna                    |
| ----- | -------------------------- |
| złoto | Team Canada                |
|       | HC Lugano                  |
|       | Awtomobilist Jekaterynburg |
| 4     | HC Davos                   |
| 5     | Adler Mannheim             |
| 6     | Jokerit                    |

Skład zdobywcy Pucharu Spenglera – Team Canada.
Bramkarze:

Jeff Glass (Dynama Mińsk), Drew MacIntyre (Charlotte Checkers).
Obrońcy:

Marc-André Bergeron (ZSC Lions), Marc Cundari (San Jose Barracuda), Alexandre Picard (HC Fribourg-Gottéron).
Napastnicy:

Cory Conacher (SC Bern), Matt D'Agostini (Servette Genewa), Chris DiDomenico (SCL Tigers), Matt Ellison (Dynama Mińsk), Alexandre Giroux (HC Ambrì-Piotta), Matthew Lombardi (Servette Genewa), Manny Malhotra (Lake Erie Monsters), Daniel Paille (Rockford Ice Hogs), Tom Pyatt (Servette Genewa), Derek Roy (SC Bern), James Sheppard (Kloten Flyers).
Wypożyczeni: Keith Aulie (obrońca, Springfield Falcons), Trevor Carrick (obrońca, Charlotte Checkers), Kevin Clark (napastnik, SCL Tigers), Cory Emmerton (napastnik, HC Ambrì-Piotta), Kris Foucault (napastnik, ZSC Lions), Aaron Johnson (obrońca, Stockton Heat), Daniel Vukovic (obrońca, Servette Genewa)
Trener: Guy Boucher